# Avitta longicorpus
Avitta longicorpus är en fjärilsart som beskrevs av Louis Beethoven Prout 1922. Avitta longicorpus ingår i släktet Avitta och familjen nattflyn. Inga underarter finns listade i Catalogue of Life.